# اوشتند (فرانکفورت ام ماین)
اوشتند (به آلمانی: Frankfurt-Ostend) یک منطقهٔ مسکونی در آلمان است که در فرانکفورت واقع شده‌است. اوشتند  ۲۶٬۵۴۷ نفر جمعیت دارد.